# Bulttjärnen
Bulttjärnen är en sjö i Örnsköldsviks kommun i Ångermanland och ingår i Gideälvens huvudavrinningsområde. Sjön har en area på 0,202 kvadratkilometer och ligger 113 meter över havet.

## Delavrinningsområde
Bulttjärnen ingår i det delavrinningsområde (705104-164667) som SMHI kallar för Utloppet av Bulttjärnen. Medelhöjden är 234 meter över havet och ytan är 9,81 kvadratkilometer. Det finns inga avrinningsområden uppströms utan avrinningsområdet är högsta punkten. Vattendraget som avvattnar avrinningsområdet har biflödesordning 3, vilket innebär att vattnet flödar genom totalt 3 vattendrag innan det når havet efter 41 kilometer. Avrinningsområdet består mestadels av skog (86 procent). Avrinningsområdet har 0,52 kvadratkilometer vattenytor vilket ger det en sjöprocent på 5,3 procent.